# Municipio de Oakland (Illinois)
El municipio de Oakland (en inglés: Oakland Township) es un municipio ubicado en el condado de Schuyler en el estado estadounidense de Illinois. En el año 2010 tenía una población de 135 habitantes y una densidad poblacional de 1,43 personas por km².

## Geografía
El municipio de Oakland se encuentra ubicado en las coordenadas 40°14′1″N 90°30′28″O / 40.23361, -90.50778. Según la Oficina del Censo de los Estados Unidos, el municipio tiene una superficie total de 94.19 km², de la cual 94,19 km² corresponden a tierra firme y (0 %) 0 km² es agua.

## Demografía
Según el censo de 2010, había 135 personas residiendo en el municipio de Oakland. La densidad de población era de 1,43 hab./km². De los 135 habitantes, el municipio de Oakland estaba compuesto por el 100 % blancos. Del total de la población el 0 % eran hispanos o latinos de cualquier raza.